# Корчмищенська сільська рада
Корчмищенська сільська рада — колишня адміністративно-територіальна одиниця та орган місцевого самоврядування у Ходорківському й Андрушівському районах Бердичівської округи, Київської та Житомирської областей Української РСР з адміністративним центром у селі Корчмище.

## Населені пункти
Сільській раді на час ліквідації були підпорядковані населені пункти:
- с. Корчмище

## Населення
Відповідно до перепису населення СРСР, станом на 17 грудня 1926 року, чисельність населення ради становила 1 061 особу, з них, за статтю: чоловіків — 524, жінок — 537; етнічний склад: українців — 1 059, євреїв — 2. Кількість господарств — 254, з них несільського типу — 4.

## Історія та адміністративний устрій
Створена 1923 року в складі с. Корчмище та урочища Ваканс Ходорківської волості Сквирського повіту Київської губернії. 7 березня 1923 року увійшла до складу новоствореного Ходорківського району Бердичівської округи. 17 червня 1925 року, відповідно до постанови ВУЦВК та РНК УСРР «Про адміністраційно-територіяльне переконструювання Бердичівської й суміжних з нею округ Київщини, Волині й Поділля», сільську раду включено до складу Андрушівського району Бердичівської округи. На 1 жовтня 1941 року урощ. Ваканс не перебувало на обліку населених пунктів.
Станом на 1 вересня 1946 року сільська рада входила до складу Андрушівського району Житомирської області, на обліку в раді перебувало с. Корчмище.
Ліквідована 11 серпня 1954 року, відповідно до указу Президії Верховної ради Української РСР «Про укрупнення сільських рад по Житомирській області», територію та с. Корчмище приєднано до складу Степківської сільської ради Андрушівського району Житомирської області.